# Richiș

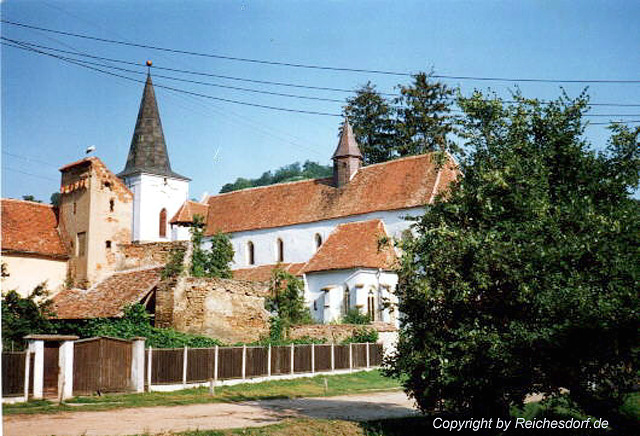
Evangelische Kirche von Reichesdorf mit Resten der Kirchenburg (Pultturm rechts)

Wappen der HOG-Reichesdorfer

Richiș (deutsch Reichesdorf, oder Reichersdorf; ungarisch Riomfalva; siebenbürgisch-sächsisch: Rechesdref, Reχestref) ist ein Dorf in der Region Siebenbürgen in Rumänien auf dem ehemaligen Königsboden. Es ist Teil der Gemeinde Biertan.

## Lage
Das Dorf liegt in einem südlichen Seitental der Großen Kokel, das an Bergen der sogenannten Schlattner-Hill endet, die die Wasserscheide zwischen Großer Kokel und Alt bilden.
Das Dorf liegt 19 km südlich von Mediasch (Mediaș), 6 km von Birthälm (Biertan) und etwa 85 km von der Kreisstadt Sibiu entfernt, zwischen Hügeln von über 500 Metern Höhe (Rätterbarch 521 m, Fänkebarch 561 m). Die Bergkette schließt sich wie ein schützender Gürtel um das Dorf.

## Geschichte
Von Siebenbürger Sachsen aus der Hermannstädter Provinz als Tochtersiedlung während der Binnenkolonisation gegründet, wurde Reichesdorf 1283 erstmals urkundlich unter dem Namen „villa Rihuini“ erwähnt. In dieser Urkunde geht es um die Einigung zwischen dem Weißenburger Bischof Petrus und den Priestern der Ortschaften Hetzeldorf, Birthälm, Meschen, Mediasch, Pretai, Scharosch, Groß-Kopisch und Reichesdorf in einer Zehntstreitigkeit. Unter diesen Priestern ist namentlich auch „Hehricus de villa Rihuini“ genannt.
1359 erfolgte die erste urkundliche Erwähnung durch die Mediascher Stuhlversammlung. Aus dieser Urkunde geht hervor, dass Vertreter von Reichesdorf Mitglieder der Stuhlversammlung waren. Es werden unter andern namentlich angeführt: Comes (Gräf) Rechwincz de villa Richvini und die Geschworenen der Gemeinde. Durch diese Urkunde ist erwiesen, dass Reichesdorf eine freie Gemeinde des Mediascher Stuhles gewesen ist.
1451 war das Vollendungsjahr der Reichesdorfer Kirche. 1516 wurde die Sakristeitür in der Reichesdorfer Kirche erstellt. Sie weist – obwohl viel einfacher und kleiner – große Ähnlichkeiten mit der Sakristeitür in der Birthälmer Kirche auf und wurde wahrscheinlich vom gleichen Meister gezimmert. 1532 erschien Reichesdorf auf der von Johannes Honterus herausgegebenen Karte Siebenbürgens.
Im Jahr 1775 wurde in der Kirche der Altar durch den Schäßburger Bildhauer und Maler Johann Folbarth errichtet. Eine neue Orgel wurde 1788 durch Daniel Prause gebaut und aufgestellt.
1910 entstand ein großer neuer Festsaal samt Nebenräumlichkeiten. 1930 erhielt der Ort Anschluss an das elektrische Stromnetz. Nach Ende des Zweiten Weltkrieges wurden viele deutsche Bewohner von Reichesdorf zur Zwangsarbeit in die Sowjetunion deportiert (siehe Siebenbürger Sachsen), entrechtet und durch eine sogenannte Agrarreform totalenteignet (d. h., Häuser, Land, Weingärten, Maschinen, Weinfässer, Großvieh und sämtliche sonstigen Produktionsmittel der deutschen Einwohner wurden eingezogen oder rumänische Kolonisten aus dem Altreich oder Zigeuner eigneten sie sich an). 1956 wurde ein Teil dieser Maßnahmen rückgängig gemacht.
1956 wurde die Gemeinde an das Erdgasnetz angeschlossen. Ab den 1970er Jahren begann die Aussiedelung der Reichesdorfer Siebenbürger Sachsen nach Deutschland. Nach der Rumänischen Revolution 1989 verließen fast alle Siebenbürger Sachsen in einem großen Schub innerhalb von etwa zwei Jahren das Dorf.
Die evangelisch-sächsische Gemeinde hat aktuell noch 7 Mitglieder (von ehemals fast 900 vor dem Zweiten Weltkrieg).

## Persönlichkeiten
- Georg Meyndt (1852–1903), siebenbürgischer Vers- und Tondichter. Das bekannteste Lied von ihm „Det Brännchen“. Meyndt wurde am 5. Januar 1852 in Birthälm geboren, wo sein Vater Pfarrer war. Seine Mutter war eine geborene Binder aus Schäßburg. Georg Meyndt wohnte mit seiner Familie in Reichesdorf auf dem Marktplatz Nr. 7, im Jahr 1903 verstarb der Liederdichter am 17. Dezember in Reichesdorf, wo er auch beerdigt wurde. Sein Grabstein steht mittlerweile im Hof der evangelischen Kirche zwischen Torturm und Kirchenportal.